# Bradycassis succosa
Bradycassis succosa es un coleóptero de la familia Chrysomelidae.
Fue descrita científicamente por primera vez en 1926 por Spaeth.